# Villa Gradenigo Sabbatini

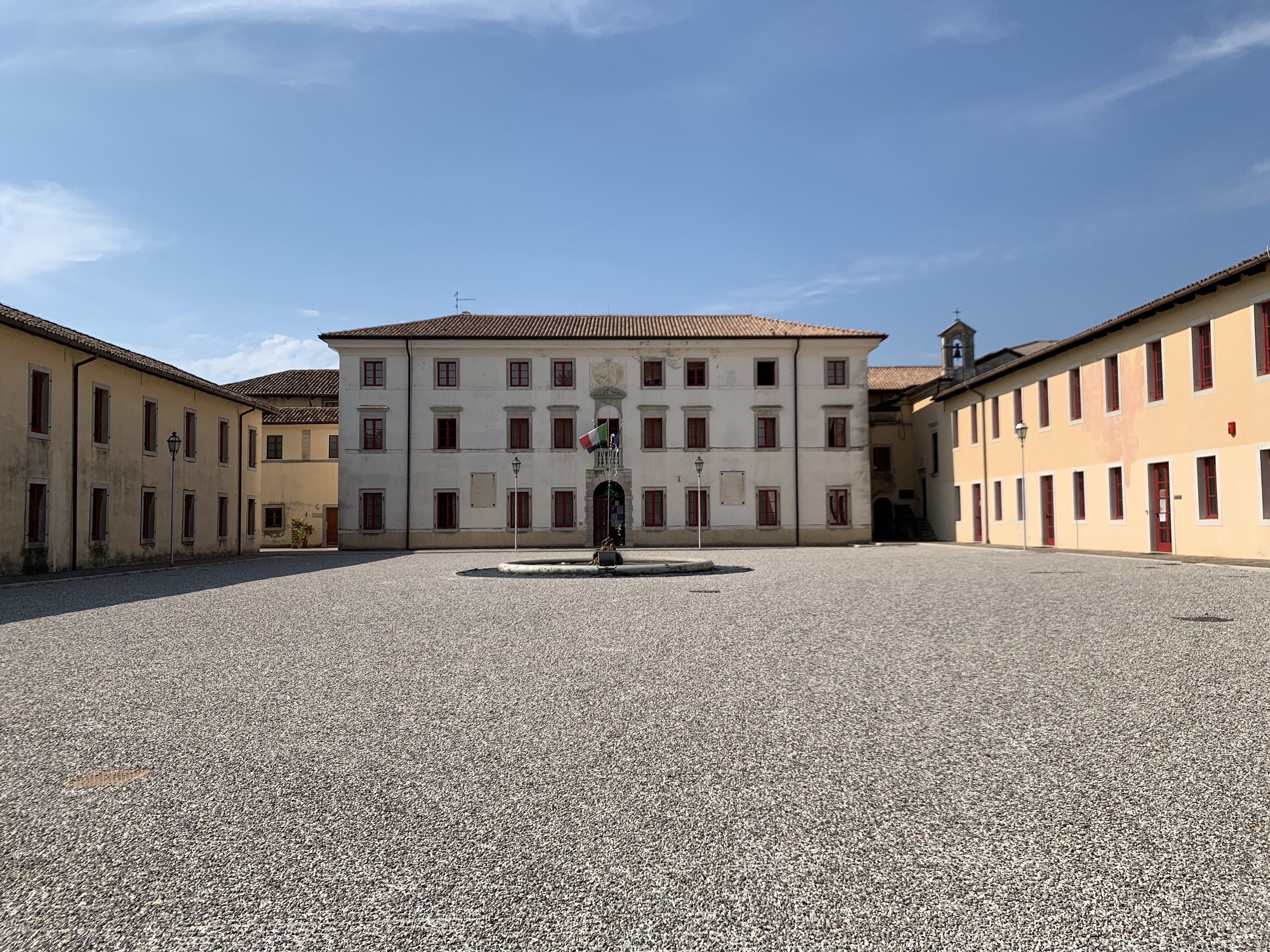
Villa Gradenigo Sabbatini in Pozzuolo del Friuli

Die Villa Gradenigo Sabbatini ist ein Landhaus aus dem 18. Jahrhundert im venezianischen Stil in Pozzuolo del Friuli in der italienischen Region Friaul-Julisch Venetien.

## Geschichte
Das Gelände, auf der die Villa steht, ist seit ältester Zeit bewohnt: Auf dem Grundstück wurden zwei Nekropolen ausgegraben. Die Gegend zählt zu den Gebieten von archäologischem Interesse im Piano Paesaggistico Regionale.

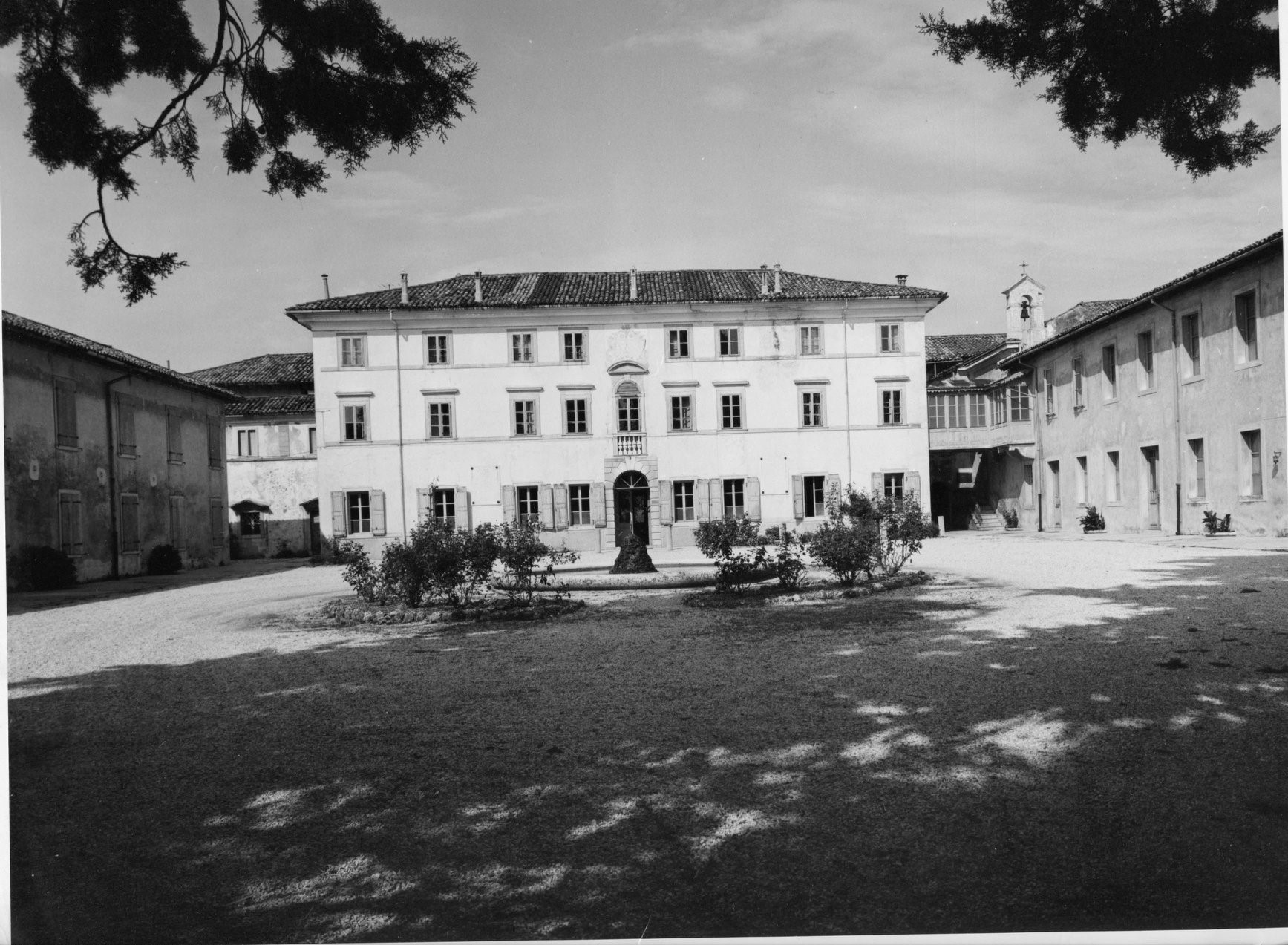
Villa Gradenigo Sabbatini in Pozzuolo del Friuli

Den Gebäudekomplex ließen die Grafen Treo aus Udine Anfang des 18. Jahrhunderts erbauen. 1732 kaufte ihn die Familie Sabbatini. Stefano Sabbatini (oder im Dialekt von Udine: Sabbadini) starb 1851 ohne Nachkommen, nachdem er 1843 in seinem Testament seine Ehefrau, die Gräfin Cecilia Doralice Gradenigo (1780–1864) aus Venedig, zu Alleinerbin bestimmt hatte. Das Anwesen blieb bis 1881 in Händen der Familie Sabbatini; die Gräfin hatte in einem Vermächtnis festgelegt, das Haus 20 Jahre nach ihrem Ableben zur Gründung einer „landwirtschaftlichen Schule für Waisenkinder von armen Bauern auf Basis einer christlichen Erziehung“ mit Sitz in ebendieser Villa in der Nähe des Landgutes von Pozzuolo del Friuli zu hinterlassen.
1881 wurde das „Pia-Sabbatini-Werk“ gegründet, das Eigentümer der Immobilien war, die die Gräfin hinterlassen hatte, und Verwalter der Scuola pratica di Agricoltura per la provincia di Udine, die mit königlichem Dekret vom 2. Januar 1881 gegründet wurde.
1960 wurde dieses Institut geschlossen; die Villa wurde 1980 restauriert und zum Sitz verschiedener öffentlicher Gesellschaften für die landwirtschaftliche Forschung und Versuche umgewandelt, die heute zur Agencia Regionale per lo Sviluppo Rurale ERSA FVG zusammengefasst sind. In dem Komplex ist außerdem die Bibliothek „Luigi Chiozza“ der ERSA untergebracht.
Der Komplex wurde zu einem Anwesen von kulturellem Interesse nach dem Vorgehen im Sinne der L. 1089/1939 (Dinge von künstlerischem und historischen Interesse), Art. 3 (heute ersetzt durch Artt. 10 und 12 des D.Lgs 42/2004) mit Bemerkung von Seiten der ‚‚Soprintendenza Archeologica di Trieste‘‘ vom 5. Mai 1978 aus folgendem Grund erklärt: „(...) sehr altes und bedeutendes Beispiel eines befestigten, kleinen Hofes, wegen seiner Pracht und Eleganz von monumentalem Wert. Der Komplex diente ursprünglich als Zufluchtsort für die Bewohner des Ortes, um sich vor den häufigen Raubzügen der Hunnen zu schützen (...)“. Der Gebäudekomplex wurde vom Servizio Patrimonio Culturale FVG katalogisiert.
Der Garten ist in der Zählung der Parks und historischen Gärten von Friaul-Julisch Venetien erwähnt.
Heute ist die ursprüngliche, gemeinnützige Institution in die „Fondazione Co. Stefano Sabbatini“ umgewandelt, während die Landwirtschaftsschule zum „Istituto Proffesionale Agrario S. Sabbatini“ geworden ist und ihren Sitz in der Via delle Scuole, 10 in Pozzuolo del Friuli hat.

## Beschreibung
Der Gebäudekomplex besteht aus dem Herrenhaus, flankiert von zwei seitlichen Scheunen, mit denen es durch zurückgesetzte Gebäude verbunden ist, und einer Reihe von Gebäuden, die dieses Ensemble umgeben. Das Landhaus und die beiden Scheunen, die in den Jahren aufgrund der ursprünglichen, landwirtschaftlichen Funktion überarbeitet wurden, stehen daher in U-Form, typisch für die Villen nach venezianischer Art, die den Ehrenhof einschließen. Vor dem Zugang zu der Gebäudegruppe steht eine monumentales Gittertor aus Schmiedeeisen mit Pfeilern aus Mauerwerk, dekoriert mit Steinkugeln, und es ist eine Allee angelegt, die die beiden Flügel des Gartens teilt und sich in Achse mit dem Obstgarten dahinter befindet.
Auf der rechten Seite des Landhauses gibt es eine Familienkapelle, die dem Heiligen Kreuz geweiht ist, 1707 erbaut wurde und in einen Anbau eingeschlossen ist. In der Kapelle war eine der Versionen der „Madonna del Pannolino“ (dt.: Windelmadonna) erhalten, die Bernardino Luini zugeschrieben werden. Heute steht sie im Diözesanmuseum von Udine. Eine weitere Version dieser Madonna findet sich im Louvre in Paris.
Das Landhaus besteht aus einem kompakten Baukörper mit drei Stockwerken, ist symmetrisch zur Mittelachse der Anlage ausgerichtet, hat einen rechteckigen Grundriss und ein Walmdach. Die Hauptfassade trägt über dem Balkon Wappen der Familien Gradenigo und Sabbatini. Das zentrale Eingangsportal ist mit einem Rundbogen aus Bossenwerk mit darüber angebrachter Balustrade versehen. Die Fenster sind achsensymmetrisch dazu angebracht. Die Fassade ist durch ein leicht vorspringendes Steingesims über dem Erdgeschoss horizontal geteilt; es verbindet die Fensterbretter im ersten Obergeschoss. Anders ist die Rückfront, die durch ein Tympanon in der Mitte mit Auge gekennzeichnet ist.
Die Innenräume sind in der klassischen Art einer venezianischen Villa angeordnet mit durchgehenden Hallen in Erd- und erstem Obergeschoss und entsprechender Aufteilung der Nebenräume. In der Eingangshalle findet man einige Stuckarbeiten, die die Künste zeigen. Die Treppe zum Obergeschoss liegt in der rechten, hinteren Ecke. Von der Treppe gelangt man auch in den privaten Gebetsraum, dessen monumentalem Eingang mit dem Kopf eines Mohren mit direktem Blick in die Familienkapelle dekoriert ist. Die Scheunen, die den Garten einrahmen, erheben sich zwei Stockwerke hoch und zeigen keine wertvollen Details. Das Herrenhaus und die Scheunen wurden in ihrem Inneren wesentlich verändert, da dort zuerst eine Schule mit angeschlossenem Internat und dann Büros und Laboratorien untergebracht waren.
Der Komplex ist von zahlreichen landwirtschaftlichen Gebäuden umgeben, die ebenfalls im Laufe der Zeit verändert wurden; ursprünglich waren sie ja einfach gestalten und dienten landwirtschaftlichen Arbeiten auf dem Landgut.